# Richard Sackville (3e comte de Dorset)
Richard Sackville, 3e comte de Dorset (18 mars 1589 – 28 mars 1624) est le fils de Robert Sackville (2e comte de Dorset).

## Biographie
Né à Charterhouse à Londres, il est titré Lord Buckhurst de 1608 à 1609, quand il succède à son père comme comte de Dorset et hérite de la maison familiale de Knole House.
Pendant les années 1612–24 Sackville sert en tant que lord-lieutenant du Sussex.
Sackville est peut-être mieux connu comme le premier mari d'Anne Clifford. Ils se marient le 27 février 1609, mais leur mariage n'est pas un franc succès; les partisans du comte ont tendance à blâmer Anne pour sa forte personnalité, tandis que les partisans de la comtesse soulignent les infidélités du comte, pour ne pas mentionner son extravagance et ses dettes – « l'un des joueurs les plus accompli de wastrels du XVIIe siècle. »
Une rumeur évoquée plus tard par l'antiquaire John Aubrey donne Venetia Stanley (en) comme l'une de ses concubines. Elle dit avoir eu des enfants de lui et il l'installe avec une rente de 500 livres par an. Parmi ses autres maîtresses figure Martha Penistone, l'épouse de Sir Thomas Penistone.
Au moment de leur mariage, Anne est prise dans une longue bataille juridique pour son héritage. En 1617, le 3e comte signe sa renonciation à des terres ancestrales de Jacques Ier, en contrepartie d'un paiement en espèces qu'il utilise pour rembourser ses dettes de jeu.
Le 3e comte et Anne ont cinq enfants entre 1612 et 1621; cependant, aucun de leurs trois fils, nés en 1616, 1618 et 1621, ne survivent à leur père. Leurs deux filles, Isabella (née le 6 octobre 1612, décédé le 22 août 1719) et Margaret (née le 2 juillet 1614, est morte mai 1676) ont vécu. Margaret devient la femme de John Tufton (2e comte de Thanet).
Le 3e comte est mort à Dorset House, à Londres sans héritier mâle, le dimanche de Pâques, de 1624 et est remplacé par son jeune frère Edward Sackville. Il a été enterré le 7 avril 1624 à la paroisse St. Michael à Withyham, dans le Sussex.